# Collines Ediacara
Les collines Ediacara sont une chaîne de petites collines situées au nord de la chaîne de Flinders en Australie-Méridionale, 650 km au nord d'Adélaïde, la capitale de l'État.
La région a été exploitée par des mines de cuivre et d'argent à la fin du XIXe siècle.
À partir de 1946 on y découvre des traces fossiles de toute une variété d'animaux pluricellulaires antérieurs de 40 millions d'années à l'explosion cambrienne. Cette faune, dont d'autres représentants ont été retrouvés ailleurs (notamment à Terre-Neuve et en Namibie) a été appelée faune d'Édiacara, ainsi que la dernière période du Néoprotérozoïque : l'Édiacarien (−635 à −541 Ma).

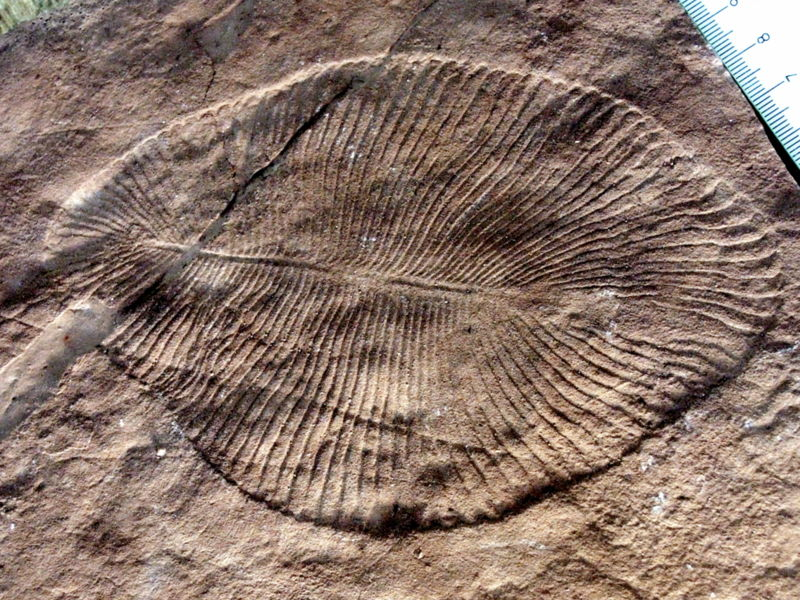
Dickinsonia, un fossile édiacarien qui doit son nom à Ben Dickinson, un directeur des Mines d'Australie méridionale.

## Toponymie
Le nom Ediacara apparaît à l'écrit au milieu du XIXe siècle,. Il est d'origine aborigène mais on ne sait pas exactement de quel terme il est issu, ni même de quelle langue aborigène. Il pourrait provenir d'un terme homophone signifiant « lieu proche de l'eau », ou bien être la déformation de Yata takarra (« sol pierreux »).